# Campionati del mondo di corsa campestre 1984
Il XII Campionato mondiale di corsa campestre si è disputato a East Rutherford, negli Stati Uniti d'America, il 25 marzo 1984 al Meadowlands Racetrack. Vi hanno preso parte 443 atleti in rappresentanza di 40 nazioni. Il titolo maschile è stato vinto da Carlos Lopes mentre quello femminile da Maricica Puică.

## Nazioni partecipanti
Qui sotto sono elencate le nazioni che hanno partecipato a questi campionati (tra parentesi il numero degli atleti per ciascuna nazione):
- Australia (1)
- Belgio (21)
- Canada (19)
- Cina (6)
- Colombia (6)
- Danimarca (16)
- Rep. Dominicana (5)
- Etiopia (13)
- Finlandia (8)
- Francia (21)
- Galles (21)
- Germania Ovest (10)
- Giamaica (8)
- Giappone (5)

- Hong Kong (9)
- Inghilterra (21)
- Islanda (6)
- Irlanda (18)
- Irlanda del Nord (16)
- Isole Vergini Americane (4)
- Israele (1)
- Italia (21)
- Kenya (10)
- Kuwait (7)
- Messico (9)
- Nuova Zelanda (14)
- Norvegia (6)

- Paesi Bassi (7)
- Palestina (2)
- Portogallo (20)
- Porto Rico (11)
- Romania (5)
- Scozia (21)
- Spagna (21)
- Svezia (13)
- Svizzera (8)
- Stati Uniti (21)
- Ungheria (2)
- Unione Sovietica (8)
- Venezuela (2)

## Risultati
I risultati del campionato sono stati:

### Individuale (uomini seniores)
| Pos. | Atleta            | Nazione        | Tempo (m's") |
| ---- | ----------------- | -------------- | ------------ |
|      | Carlos Lopes      | Portogallo     | 33'25"       |
|      | Tim Hutchings     | Inghilterra    | 33'30"       |
|      | Steve Jones       | Galles         | 33'32"       |
| 4    | Pat Porter        | Stati Uniti    | 33'34"       |
| 5    | Wilson Waigwa     | Kenya          | 33'41"       |
| 6    | Ed Eyestone       | Stati Uniti    | 33'46"       |
| 7    | Pierre Levisse    | Francia        | 33'51"       |
| 8    | Bekele Debele     | Etiopia        | 33'52"       |
| 9    | Adugna Lema       | Etiopia        | 33'52"       |
| 10   | Francesco Panetta | Italia         | 33'54"       |
| 11   | Alberto Cova      | Italia         | 33'58"       |
| 12   | Christoph Herle   | Germania Ovest | 34'01"       |

### Squadre (uomini seniores)
| Bekele Debele        | 8     |
| Adugna Lema          | 9     |
| Mohammed Kedir       | 16    |
| Dereje Nedi          | 24    |
| Eshetu Tura          | 31    |
| Wodajo Bulti         | 46    |
| (Feyissa Abebe)      | (96)  |
| (Hailu Wolde Tsadik) | (97)  |
| (Megersa Tulu)       | (163) |

| Pat Porter      | 4     |
| Ed Eyestone     | 6     |
| Craig Virgin    | 17    |
| John Easker     | 28    |
| Jeff Drenth     | 41    |
| Mark Stickley   | 65    |
| (John Idstrom)  | (92)  |
| (Daniel Dillon) | (94)  |
| (Troy Billings) | (144) |

| Carlos Lopes      | 1     |
| Fernando Mamede   | 23    |
| António Leitão    | 25    |
| João Campos       | 26    |
| Ezequiel Canario  | 64    |
| Joaquim Pinheiro  | 84    |
| (Fernando Couto)  | (124) |
| (Fernando Miguel) | (199) |
| (João Silva)      | (205) |

- Nota: gli atleti tra parentesi non hanno concorso al punteggio totale della squadra

### Individuale (uomini under 20)
| Pos. | Atleta                 | Nazione     | Tempo (m's") |
| ---- | ---------------------- | ----------- | ------------ |
|      | Pere Casacuberta       | Spagna      | 21'32"       |
|      | Doju Tessema           | Etiopia     | 21'34"       |
|      | John Castellano        | Canada      | 21'37"       |
| 4    | Belaye Teshome         | Etiopia     | 21'42"       |
| 5    | Antonio Pérez          | Spagna      | 21'48"       |
| 6    | Paul Roden             | Inghilterra | 21'49"       |
| 7    | Kalcha Abcha           | Etiopia     | 21'49"       |
| 8    | Wolde Silasse Melkessa | Etiopia     | 21'50"       |
| 9    | Robert Rice            | Canada      | 21'53"       |
| 10   | David Miles            | Inghilterra | 22'00"       |
| 11   | Joseba Sarriegui       | Spagna      | 22'02"       |
| 12   | Patrick Piper          | Stati Uniti | 22'04"       |

### Squadre (uomini under 20)
| Doju Tessema           | 2 |
| Belaye Teshome         | 4 |
| Kalcha Abcha           | 7 |
| Wolde Silasse Melkessa | 8 |

| Pere Casacuberta     | 1    |
| Antonio Pérez        | 5    |
| Joseba Sarriegui     | 11   |
| José Sanchez         | 17   |
| (Luis Prieto)        | (25) |
| (José Manuel García) | (39) |

| Paul Roden     | 6    |
| David Miles    | 10   |
| Karl Palmer    | 22   |
| David Robinson | 30   |
| (Paul Taylor)  | (78) |
| (David Dudley) | (89) |

- Nota: gli atleti tra parentesi non hanno concorso al punteggio totale della squadra

### Individuale (donne seniores)
| Pos. | Atleta             | Nazione          | Tempo (m's") |
| ---- | ------------------ | ---------------- | ------------ |
|      | Maricica Puică     | Romania          | 15'56"       |
|      | Galina Zakharova   | Unione Sovietica | 15'58"       |
|      | Grete Waitz        | Norvegia         | 15'58"       |
| 4    | Ingrid Kristiansen | Norvegia         | 16'04"       |
| 5    | Jane Furniss       | Inghilterra      | 16'10"       |
| 6    | Christine Benning  | Inghilterra      | 16'15"       |
| 7    | Midde Hamrin       | Svezia           | 16'16"       |
| 8    | Angela Tooby       | Galles           | 16'18"       |
| 9    | Betty Springs      | Stati Uniti      | 16'20"       |
| 10   | Cathy Branta       | Stati Uniti      | 16'21"       |
| 11   | Eva Ernström       | Svezia           | 16'21"       |
| 12   | Francine Peeters   | Belgio           | 16'26"       |

### Squadre (donne seniores)
| Betty Springs      | 9    |
| Cathy Branta       | 10   |
| Sabrina Dornhoefer | 16   |
| Cathie Twomey      | 17   |
| (Brenda Webb)      | (25) |
| (Nan Doak)         | (32) |

| Jane Furniss      | 5    |
| Christine Benning | 6    |
| Ruth Smeeth       | 15   |
| Carole Bradford   | 39   |
| (Carol Haigh)     | (54) |
| (Julie Laughton)  | (55) |

| Dianne Rodger    | 14   |
| Mary O'Connor    | 19   |
| Christine Hughes | 27   |
| Sue Bruce        | 31   |
| (Linden Wilde)   | (50) |
| (Sara Harnett)   | (82) |

- Nota: gli atleti tra parentesi non hanno concorso al punteggio totale della squadra

## Medagliere
Legenda
     Paese ospitante
| Posizione | Paese            | Oro | Argento | Bronzo | Totale |
| --------- | ---------------- | --- | ------- | ------ | ------ |
| 1         | Etiopia          | 2   | 1       | 0      | 3      |
| 2         | Spagna           | 1   | 1       | 0      | 2      |
| 2         | Stati Uniti      | 1   | 1       | 0      | 2      |
| 4         | Portogallo       | 1   | 0       | 1      | 2      |
| 5         | Romania          | 1   | 0       | 0      | 1      |
| 6         | Inghilterra      | 0   | 2       | 1      | 3      |
| 7         | Unione Sovietica | 0   | 1       | 0      | 1      |
| 8         | Canada           | 0   | 0       | 1      | 1      |
| 8         | Nuova Zelanda    | 0   | 0       | 1      | 1      |
| 8         | Norvegia         | 0   | 0       | 1      | 1      |
| 8         | Galles           | 0   | 0       | 1      | 1      |
| Totale    | Totale           | 6   | 6       | 6      | 18     |